# Ruggeri 140

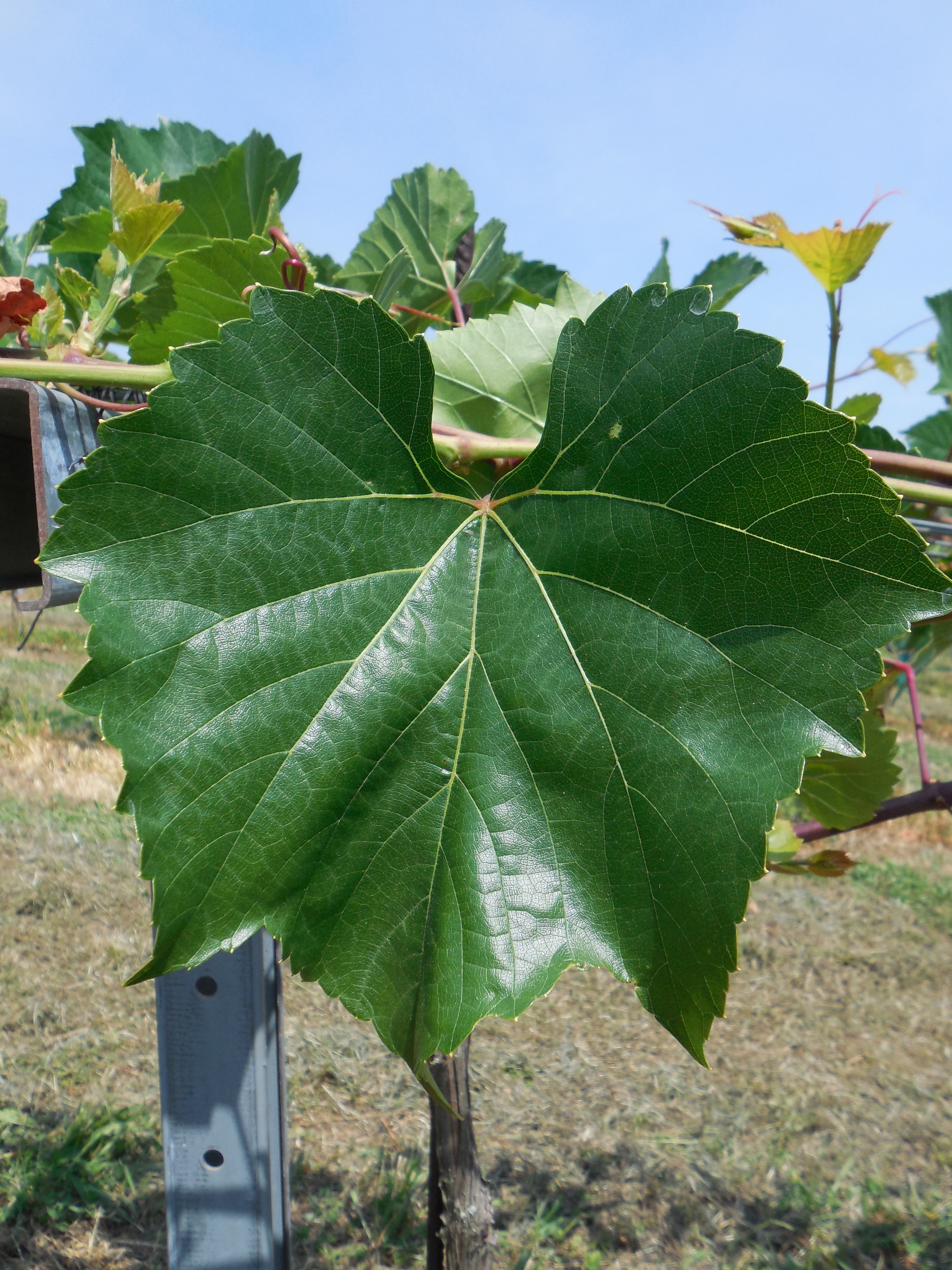
Feuille de ruggeri 140

Le ruggeri 140, souvent abrégé en 140 Ru, est un porte-greffe hybride de vigne.

## Origine
Le 140 Ru est issu de l'hybridation de Vitis berlandieri et Vitis rupestris (Berlandieri Ressegier n° 2 x Rupestris du Lot).
Il a été créé en Sicile en 1894 par Antonio Ruggeri (de), pour sa résistance à la sécheresse.

## Aptitudes

### Adaptation au terroir
Le 140 Ruggeri tolère un taux de calcaire actif de 25 à 30 %. Porte-greffe qui résiste bien à la sécheresse, il est bien adapté aux terres argilo-calcaires maigres ou caillouteuses. Il est notamment utilisé dans la région de Cognac.

### Aptitude au greffage
Le 140 Ru confère au greffon une grande vigueur et un retard de maturité. Il résiste bien au phylloxéra radicicole et au mildiou.